# 1988년 란창-겅마 지진
1988년 란창-겅마 지진은 1988년 11월 6일 중화인민공화국 윈난성 란창 라후족 자치현과 겅마 다이족 와족 자치현에서 일어난 지진이다.